# Gerhald Müll
Gerhald Müll (* 23. Oktober 1948 in Pyrbaum) ist ein ehemaliger deutscher Eishockeyspieler, der unter anderem für den EC Deilinghofen bzw. ECD Iserlohn, Berliner SC und EHC Essen-West in der Bundesliga aktiv war. Der Stürmer gehört zu den Rekordspielern und -torschützen des ECD. Mit Berlin wurde er einmal Deutscher Meister.

## Karriere
Anfang der 1960er Jahre begann Gerhald Müll im Nachwuchs des EC Deilinghofen (ECD) mit dem Eishockeyspielen. Nachdem er im Jahr 1966 mit der Schüler-Mannschaft die westdeutsche Meisterschaft gewonnen hatte, stieß er ab der Saison 1966/67 zur Oberliga-Mannschaft des ECD. Auch im Seniorenbereich etablierte er sich schnell als torgefährlicher Angreifer. In den Spielzeiten 1971/72 und 1973/74 führte er die teaminterne Torschützenliste des ECD an.
Nach neun Jahren beim ECD holte ihn Trainer Xaver Unsinn im Jahr 1975 in die Bundesliga. Mit dem Berliner SC, bei dem Müll zunächst als Verteidiger spielte, nach der Verletzung von Anton Hofherr aber in den Sturm wechselte, gewann er in der Saison 1975/76 die deutsche Meisterschaft. Damit ist er der einzige Spieler aus dem ECD-Nachwuchs, der diesen Titel errang. Zwei Jahre später verpasste er eine zweite Meisterschaft nur knapp und wurde mit den Berlinern mit einem Punkt Rückstand auf den SC Riessersee Vizemeister.
Zur Saison 1978/79 kehrte Müll zum inzwischen in die Bundesliga aufgestiegenen ECD zurück und blieb dem Verein auch nach dem Abstieg in die 2. Bundesliga im Jahr 1980 erhalten. In der Spielzeit 1981/82 trug er als erfolgreichster deutscher Scorer zum Wiederaufstieg des zwischenzeitlich in ECD Iserlohn umbenannten Vereins bei. Nachdem er zwei weitere Jahre, nun als Verteidiger, für den ECD in der Bundesliga gespielt hatte, verließ er seinen Heimatklub im Jahr 1984 nach zusammengenommen 15 Spielzeiten. Er absolvierte in dieser Zeit 522 Pflichtspiele, nur Dieter Brüggemann trug das ECD-Trikot noch häufiger. In der Liste der Rekordtorschützen rangiert er mit 222 Treffern hinter Jörg Schauhoff und Dieter Brüggemann auf dem dritten Platz.
Müll verbrachte in der Saison 1984/85 ein weiteres Jahr in der Bundesliga bei Aufsteiger EHC Essen-West. Anschließend spielte er zwei Jahre für den EHC Unna in der inzwischen drittklassigen Oberliga, bevor er im Jahr 1987 zum ERC Westfalen Dortmund wechselte. Dort feierte er in der Spielzeit 1987/88 mit dem Aufstieg in die 2. Bundesliga den letzten großen Erfolg seiner Spielerkarriere, die er ein Jahr später beendete.

### Trainerlaufbahn
Nachdem Gerhald Müll von 1985 bis 1987 bereits als Spielertrainer beim EHC Unna aktiv gewesen war, kehrte er dort im Jahr 1990 auf den Trainerstuhl zurück. Er führte die Mannschaft in der Spielzeit 1990/91 in die Qualifikationsrunde zur 2. Bundesliga, in der Unna den Aufstieg um nur einen Punkt verpasste. In der Saison 1991/92 musste der Verein seinen Spielbetrieb aus finanziellen Gründen einstellen. Müll übernahm in der Saison 1992/93 die sportliche Verantwortung bei den Schalker Haien. In der Spielzeit 1994/95 trainierte er den Zweitligisten ERC Westfalen Dortmund, mit dem er die Nordgruppe gewann, in den Playoffs aber dann schon im Achtelfinale gegen den TSV Erding ausschied.

## Erfolge und Auszeichnungen
- 1966 Westdeutscher Schülermeister mit dem EC Deilinghofen
- 1969 Westdeutscher Meister mit dem EC Deilinghofen
- 1976 Deutscher Meister mit dem Berliner SC
- 1978 Deutscher Vizemeister mit dem Berliner SC
- 1982 Aufstieg in die Bundesliga mit dem ECD Iserlohn
- 1988 Aufstieg in die 2. Bundesliga mit dem ERC Westfalen Dortmund

## Karrierestatistik
(Legende zur Spielerstatistik: Sp oder GP = absolvierte Spiele; T oder G = erzielte Tore; V oder A = erzielte Assists; Pkt oder Pts = erzielte Scorerpunkte; SM oder PIM = erhaltene Strafminuten; +/− = Plus/Minus-Bilanz; PP = erzielte Überzahltore; SH = erzielte Unterzahltore; GW = erzielte Siegtore; 1 Play-downs/Relegation; Kursiv: Statistik nicht vollständig)